# Maják Kiipsaare
Maják Kiipsaare  (estonsky Kiipsaare tuletorn) je neaktivní maják. Stojí na pobřeží poloostrova Harilaid v severozápadní části ostrova Saaremaa v kraji Saaremaa v Baltském moři v Estonsku. Byl ve správě Estonského úřadu námořní dopravy (Veeteede Amet, EVA).

## Historie
První dřevěný maják ve tvaru pyramidy byl postaven v době první světové války. V roce 1926 byl postaven u výběžku Undva 25 m vysoký maják s automatickou acetylénovou lampou. Brzy se zjistilo, že jeho pozice není vhodná (po výstavbě nového majáku byl zničen). Proto byl postaven v roce 1933 nedaleko vesnice Undva nový maják firmou Maximilian Arronet & Otto de Fries. Maják vysoký 25 m byl vybaven automatickou acetylénovou lampou. Jeho cílem bylo upozornit námořníky Baltského moře na nebezpečí kolem poloostrova Harilaid. V té době byl maják 100 až 150 metrů ve vnitrozemí, ale kvůli erozi pobřeží se dostal na pobřeží. Nestabilní podloží způsobilo, že se maják naklonil. Počátkem devadesátých let se moře dostalo k patě majáku a ten se začal naklánět. Z tohoto důvodu byl v roce 1992 deaktivován a až do roku 2009 maják zůstával denní navigační značkou, pak byl odstraněn z navigačních map a seznamů.
Maják se nachází v národním parku Vilsandi.

## Popis
Válcová železobetonová věž vysoká 25 metrů je ukončená ochozem a lucernou. Maják má střídavě široké bílé a červené pruhy. Výška světla byla 26 m n. m., maják vysílal bílý záblesk v intervalu čtyř sekund.

### Data
Bývalé označení:
- Admiralty: C3716[6]
- ARLHS: EST-077
- EVA 921